# Mina Shirakawa
Mina Shirakawa (白川未奈 Shirakawa Mina, nacida el 26 de diciembre de 1987) es una luchadora profesional japonesa, quien actualmente está trabajando con All Elite Wrestling.

## Carrera

### Circuito independiente (2018-2020)
Shirakawa hizo su debut en la lucha libre profesional en BBJ Muscle Ring el 5 de agosto de 2018, el primer evento de la promoción Best Body Japan Pro-Wrestling, donde se asoció con Shoko Nakajima en un esfuerzo perdedor contra Reika Saiki y Hoshimi Muramatsu. Luchó en varios otros eventos de la promoción, como BBJ Muscle Ring 2 del 18 de octubre de 2018, donde perdió contra Cherry, y BBJ Muscle Ring 3 del 26 de diciembre de 2018, donde perdió ante Misaki Ohata. Trabajó en una lucha para DDT Pro-Wrestling, en Ryōgoku Peter Pan 2018 desde el 21 de octubre, donde se asoció con Miyu Yamashita y Yuki Kamifuku y perdió ante Yuka Sakazaki, Mizuki y Shoko. Shirakawa trabajó la mayoría de sus combates para Tokyo Joshi Pro Wrestling, el primero ocurrió en la segunda noche de la gira TJP 5th Anniversary Shin-Kiba Tour desde el 4 de noviembre de 2018, donde se asoció con Reika Saiki siendo derrotadas contra Maki Itoh y Shoko Nakajima.

### World Wonder Ring Stardom (2020-presente)
Actualmente trabaja para World Wonder Ring Stardom. Su primer combate en la empresa fue en Stardom Nagoya Rainbow Fight el 4 de octubre de 2020, donde sufrió una derrota contra Tam Nakano. Shirakawa más tarde se uniría a ella y Unagi Sayaka para formar el trío de Cosmic Angels con el que ganó el Campeonato Artístico de Stardom en Stardom Road To Osaka Dream Cinderella el 16 de diciembre de 2020, al derrotar a Oedo Tai (Bea Priestley, Natsuko Tora & Saki Kashima). Cosmic Angels iniciaron una rivaidad con Donna Del Mondo a principios de 2021 y, como resultado, Shirakawa se asoció con Unagi Sayaka para desafiar sin éxito a Himeka y Maika por el Campeonato de las Diosas del Stardom en Stardom New Century 2021 en Shinjuku el 14 de marzo de 2021. En el Stardom 10th Anniversary del 3 de marzo, compitió en un Stardom All Star Rumble de 24 mujeres donde se enfrentó a leyendas que regresaban como Chigusa Nagayo, Kyoko Inoue, Yuzuki Aikawa y Yoko Bito.

## Campeonatos y logros
- Best Body Japan Pro-Wrestling
  - BBW Women's Championship (1 vez)
- Revolution Pro Wrestling
  - RevPro British Women's Championship (1 vez)
- World Wonder Ring Stardom
  - Wonder of Stardom Championship (1 vez)
  - Goddess of Stardom Championship (1 vez) – con Mariah May
  - Artist of Stardom Championship (2 veces) – con Tam Nakano & Unagi Sayaka (1), Maika & Bultzzzena (1)
  - Future of Stardom Championship (1 vez)